# Ambulante Spezialfachärztliche Versorgung
Ambulante spezialfachärztliche Versorgung (kurz ASV) ist ein Versorgungsangebot der deutschen gesetzlichen Krankenversicherungen für gesetzlich Versicherte Personen. Das Angebot richtet sich an Personen, die an einer seltenen oder schweren Erkrankung mit besonderem Krankheitsverlauf leiden. Behandlungsumfang und Anforderungen an Teilnehmer werden durch den Gemeinsamen Bundesausschuss reguliert. Die gesetzliche Grundlage ist § 116b des Fünften Sozialgesetzbuches.

## Konzept
Das Ziel der ASV ist eine spezialisierte, interdisziplinäre Behandlung mehrerer Facharztrichtungen, wobei Krankenhausärzte und Vertragsärzte in Praxen zu gleichen Rahmenbedingungen zusammenarbeiten können. Um in der ASV tätig zu sein, müssen die Ärzte spezielle Qualifikationen und Voraussetzungen erfüllen und eine Zulassung für die ASV beantragen. Hausärzte und Patienten können im ASV-Verzeichnis berechtigten Ärzte finden, um nach passenden Behandlungsangeboten zu suchen.

## Krankheitsbilder
Der Gemeinsame Bundesausschuss (G-BA) legt den Behandlungsumfang und die Anforderungen an die teilnehmenden Ärzte fest. Zu den Krankheitsbildern, bei denen die ASV infrage kommt, gehören:
- Chronisch-entzündliche Darmerkrankungen
- Hämophilie
- Marfan-Syndrom
- Morbus Wilson
- Mukoviszidose
- Neuromuskuläre Erkrankung
- Pulmonale Hypertonie
- Sarkoidose
- Tuberkulose

Auch bei besonderen Krankheitsverläufen folgender Erkrankungen kommt eine Versorgung durch die ASV infrage:
- Gastrointestinale Tumoren / Tumoren der Bauchhöhle
- Gynäkologische Tumoren
- Hautkrebs
- Hirntumoren
- Knochen- und Weichteiltumoren
- Kopf- oder Halstumoren
- Lungentumoren und Tumoren des Thorax
- Multiple Sklerose
- Rheuma
- Urologische Tumoren

## Geschichte
Mit dem Beschluss vom 16. März 2004 kam der Gemeinsame Bundesausschuss seinem gesetzlichen Auftrag nach, bis zum 31. März 2004 den Katalog der seltenen Erkrankungen, Erkrankungen mit besonderen Krankheitsverläufen sowie der hoch spezialisierten Leistungen zu ergänzen. Dies stellte einen Einstieg in die Regelungen dar, welche Leistungen ab diesem Zeitpunkt ambulant im Krankenhaus erbracht werden konnten und gilt als Vorläufer der heutigen Ambulanten Spezialfachärztlichen Versorgung.